# Рыжков, Николай Николаевич
Николай Николаевич Рыжков (26 сентября [8 октября] 1868, Борисовка, Курская губерния — 6 февраля 1920, Петроград) — православный священнослужитель, протоиерей, настоятель православных церквей в Праге и Карловых Варах и сторонник панславизма. Во время Первой мировой войны, в 1914 году, он был арестован как гражданин вражеского государства и приговорён к смертной казни. После вмешательства российского правительства, в 1917 году, он был помилован императором Карлом I.

## Биография
Родился в семье православного священника. Окончил Курскую духовную семинарию, а затем был направлен на обучение в Киевскую духовную академию, которую окончил с отличием в 1892 году со степенью кандидата богословия. Следующие три года в чине коллежского секретаря работал корректором в Петербургской синодальной типографии, параллельно увлёкшись занятиями пением, в которых он добился значительных успехов. В Петербурге, в 1894 году он женился.
20 января 1895 года был назначен псаломщиком в Никольский собор при Российском посольстве в Вене. В 1897 году его назначили внештатным секретарём российского генерального консульства в Вене. В том же 1897 году он поступает на кафедру славистики философского факультета Венского университета, который оканчивает в 1901 году. В 1899 году, в Вене, у него родилась дочь Ариадна.
В 1901 году митрополит Санкт-Петербургский и Ладожский Антоний (Вадковский) назначил его настоятелем православной церкви Святых Петра и Павла в Карлсбаде. Тогда Николай ещё даже не был рукоположен в священники — его рукоположили чуть позже, в том же году. В том же 1901 году он становится настоятелем церкви Святого Николая на Староместской площади в Праге.
В 1907 году возведён в достоинство протоиерея.
Во время своего пребывания в Праге он добился значительных успехов в деле обращения чехов в Православие. Как и его панславизм, его прозелитизм не поощрялся властями Австро-Венгрии. С началом Первой мировой войны отец Николай был практически сразу, 7 августа 1914 года, арестован в Карлсбаде, впрочем через несколько дней выпущен под домашний арест. Вскоре его арестовали вновь, и до 1917 года держали в заключении в Вене, в одиночной камере. 7 мая 1917 году отца Николая приговорили к смертной казни через повешение. В это время в России правило Временное правительство, которое при посредничестве короля Испании Альфонсо XIII начало переговоры об обмене отца Николая на арестованного в России униатского митрополита Андрея (Шептицкого). Обмен состоялся, и отец Николай вернулся в Петербург, где он и скончался 6 февраля 1920 года на 52-м году жизни.

## Память

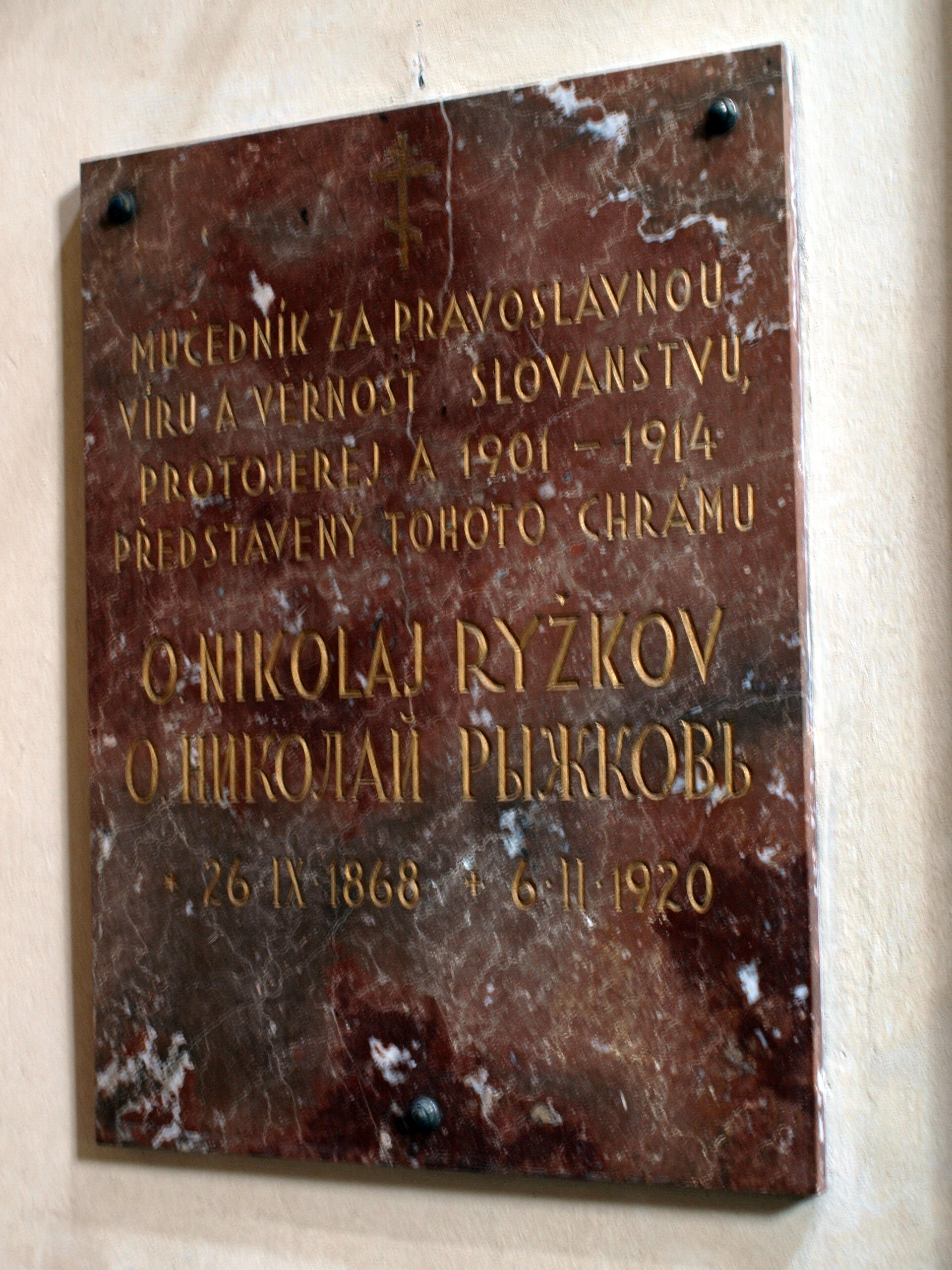
Памятная доска в церкви Святого Николая

В церкви Святого Николая установлена мемориальная доска с текстом:

МУЧЕНИК ЗА ПРАВОСЛАВНУЮ / ВЕРУ И ВЕРНОСТЬ СЛАВЯНСТВУ / ПРОТОИЕРЕЙ И В 1901—1914 / НАСТОЯТЕЛЬ ЭТОГО ХРАМА / ОТЕЦ НИКОЛАЙ РЫЖКОВ / 26. IX. 1868 — 6. II. 1920.
Оригинальный текст (чешск.)MUČEDNÍK ZA PRAVOSLAVNOU / VÍRU A VĚRNOST SLOVANSTVU / PROTOJEREJ A 1901–1914 / PŘEDSTAVENÝ TOHOTO CHRÁMU / O. NIKOLAJ RYŽKOV / 26. IX. 1868 – 6. II. 1920.